# بين ماكفيرسن
بين ماكفيرسن (بالإنجليزية: Ben Macpherson)‏ هو سياسي بريطاني، ولد في عقد 1980. نشط حزبياً في الحزب القومي الاسكتلندي. في 2016 Scottish Parliament election ‏، انتخب Member of the 5th Scottish Parliament ‏ عن دائرة Edinburgh Northern and Leith (Scottish Parliament constituency) ‏ وقد انضم خلال فترته النيابية ‏ (5 مايو 2016 – )  للكتلة البرلمانية الحزب القومي الاسكتلندي.